# El libro de cocina de Alice B. Toklas
El libro de cocina de Alice B. Toklas (tít. original, The Alice B. Toklas Cook Book) es un reconocido libro de cocina de la escritora Alice B. Toklas, publicado por primera vez en 1954. Se considera un clásico de la literatura culinaria.
El libro de cocina de Alice B. Toklas, además de libro de cocina, es también un libro de memorias, puesto que está escrito en tono autobiográfico y se constituye a base de narrar recuerdos gastronómicos. Consta de 351 recetas, entre las cuales se encuentran varias ensaladas, sopas, cremas, postres como la isla flotante, arroces, salsas como el chutney, una notable cantidad de preparaciones de mariscos, gazpacho andaluz, pizza alla napolitana, platos de pollo y de carnes más raras como el urogallo, el faisán o la raya, así como fondue, licores, kebab, y hasta un dulce de hachís. Incluye varias recetas españolas fruto de sus viajes a este país, así como italianas, sin embargo prevalece especialmente la cocina francesa. La mayoría de recetas son de la propia Alice, aunque otras muchas le fueron transmitidas por personalidades que conoció durante su vida parisina, como Hemingway, F. Scott Fitzgerald, Thornton Wilder, Matisse, Picasso o su amante, Gertrude Stein.
Completar este libro le tomó a Alice B. Toklas alrededor de veinticinco años y fue publicado pocos años después de morir Gertrude. Janet Malcolm, en su laureado libro sobre la vida de Gertrude y Alice, señala: «El propio Libro de cocina parece reposar en un marinado de recuerdos –de lo que fue la vida de Toklas con Gertrude Stein– en el que adquiere virtud literaria. Más que un libro de cocina y de memorias, casi podría decirse que es un libro del modernismo literario». El libro es especialmente conocido por su hashish fudge, un dulce de cannabis, cuya receta le dio Brion Gysin. Esta receta se volvió tan famosa que en los Estados Unidos fueron llamados «los brownies de Alice B. Toklas»:

(...)
Toma una cucharadita de granos de pimienta negra, una nuez moscada entera, cuatro bastones medianos de canela en rama y una cucharadita de cilantro. Machaca todo en el mortero. Pica un puñado de dátiles sin hueso, higos deshidratados, almendras sin cáscara y cacahuetes y mézclalo todo junto. Triturar también un manojo de cannabis sativa.
Junto con las especias, el cannabis sativa deberá espolvorearse sobre la mezcla de frutos secos. Amásalo todo bien. Añade una taza de azúcar disuelto en una porción grande de mantequilla. A la masa puede dársele forma de bizcocho, cortarla en trozos o hacer con ellas bolitas del tamaño de una nuez. Conviene comerlo con cuidado. Dos trozos son suficientes.
(...)
«Dulce de Hachís», págs. 282-283

Fue traducida al castellano por Xosé López Silva, editada BackList en 2012 (ISBN 9788408004165), y reeditada por Ariel en 2018 (ISBN 9788434429376).